# Charles Petzold
Charles Petzold (ur. 2 lutego 1953 w New Brunswick, New Jersey), amerykański programista i autor aplikacji pod Microsoft Windows.
W 1975 uzyskał tytuł magistra (Master of Science) w dziedzinie matematyki na Stevens Institiute of Technology.
W kręgach programistów uważany za guru. Napisał wiele książek dotyczących programowania pod Windows, które weszły do kanonu literatury informatycznej. Udziela się także w pismach komputerowych.